# Expédition de Côte d'Ivoire
L'expédition de Côte-d'Ivoire (ou expédition du Liberia) est une opération navale lancée, en 1843, par les États-Unis contre le peuple Bereby d'Afrique de l'Ouest. 
Après les attaques contre les navires marchands américains Mary Carver (en) et Edward Barley, le Congrès des États-Unis approuve une expédition punitive sous le commandement du commodore Matthew C. Perry. Les forces armées américaines détruisent la ville fortifiée de Little Bereby et éliminent Ben Crack-O, le chef responsable des attaques contre des navires américains.

## Contexte
L'abolition de l'esclavage au Royaume-Uni aboutit en 1833, grâce à un combat d'abolitionnistes, dont Thomas Fowell Buxton.
L'American Colonization Society, principalement animée par Elliott Cresson, est une société abolitionniste américaine qui lutte contre l'esclavage aux États-Unis (1619-1865). L'antiesclavagisme aux États-Unis propose d'émanciper un grand nombre d'Afro-Américains, anciens esclaves (surtout du Mississippi) vers des colonies en Afrique de l'Ouest, comme Mississippi-in-Africa (en) ou la future République du Maryland, le tout regroupé ensuite pour former le Liberia.
Le blocus de l'Afrique (en) (1808-1870), par le Royaume-Uni, fait suite à la mise hors-la-loi du commerce triangulaire, et se manifeste dans cette zone par le West Africa Squadron. Les États-Unis mettent en place une Patrouille contre le commerce africain d'esclaves (en) (1819-1861), particulièrement l'Africa Squadron. 
La mission de l'expédition de 1843 est d'aider le Liberia, colonie américaine d'affranchis, à réprimer le commerce des esclaves et les tribus pirates de la région. Cela implique de mener une enquête sur les incidents concernant la goélette (schooner) Mary Carver et le navire Edward Barley, appelés Affaire Mary Carver (en) (avril 1842).

## Intervention
Le 6 juin 1842, le commodore Perry hisse la voile à New York dans le sloop de guerre à 22 canons Saratoga.
À Porto Grande, dans les îles du Cap-Vert, Perry transfère son drapeau à la frégate Macedonian de 38 canons, qui a participé à l'opération avec le sloop Decatur à 16 canons et la brigantine Porpoise à 10 canons. 
Tous les navires, à l'exception du Porpoise, ont à leur bord un détachement de la marine américaine (United States Navy).
Du Cap-Vert, les Américains se dirigent vers la côte.
Perry arrive au large de la côte ouest africaine près de Sinoe (Liberia) à la mi-novembre.
Le premier objectif est d'obtenir des preuves concernant la piraterie dans cette région. 
En conséquence, le commodore déguise le Porpoise (Marsouin) en navire marchand, et l’envoie sur le rivage. 
Presque immédiatement, des canoës de guerre apparaissent et tentent de prendre le contrôle du navire, mais le commandant Stellwagen parvient à s'éloigner sans coup férir. 
Sinoe a été choisie comme base, ou comme cible, en partie parce que la tribu Sinoe est soupçonnée de trahison, de même que la tribu Bereby.
Tôt dans la matinée du 29 novembre, après qu'on a éloigné le Porpoise, soixante-quinze marines et marins débarquent à Sinoe, accompagnant Perry, qui tient une réunion, ou palabre avec le gouverneur Joseph Jenkins Roberts (premier gouverneur noir, depuis 1841) du Liberia et son personnel, ainsi que les vingt rois, à propos des incidents précédents. Pour les dirigeants africains, les marins américains sont les agresseurs, et les Sinoes se sont défendus. Malgré tout, Perry ordonne que les villages des indigènes soient incendiés. Trois prisonniers sont également envoyés à Monrovia. Ensuite, le détachement débarqué regagne ses navires, avec le gouverneur Roberts.
Le 1er décembre, les trois navires américains sont au large de Blue Barra. Un second débarquement escorte Perry pour une autre réunion avec les autorités africaines. La fête se termine tard dans la nuit, après avoir effectué des dons de cadeaux d'amitié. 
Un autre débarquement a lieu à Setra Koo le 5 décembre, pour une réunion avec un grand chef. Après le succès de cette troisième entrevue, Perry se rend à Cape Codas la nuit même, et fait jeter l'ancre au large de la ville de Caval, le 7 décembre, avec une autre palabre avec le chef africain Ben Crack-O, roi général des tribus de la région.
Le débarquement à Caval est tendu, même s'il n'y a pas de combat. Perry poste des sentinelles aux portes du kraal royal, pour faciliter une exfiltration, si nécessaire. Crack-O a nie que son peuple ait commis un acte répréhensible, et touche donc ses oreilles et sa langue avec son épée, en guise de serment de vérité. Le gouverneur Roberts demande à Crack-O s'il souhaite assister à la Grande Palabre à Little Bereby, ce qui est accepté.
L'escadron de Perry arrive à Little Bereby le 14 décembre, et débarque ses cinquante marines et 150 marins. La réunion a lieu dans une maison située à une cinquantaine de mètres des portes du kraal. Roberts commence à discuter avec Crack-O des affaires « Mary Carver » et « Edward Barley ». Le commodore Perry s'approche de Crack-O pour lui conseiller de cesser de mentir. Une bagarre s'ensuit.
Le roi essaie de renverser Perry avec sa lance. Perry esquive. Le roi quitte la maison très vite. Mais avant qu'il franchisse la porte, un sergent de marine ouvre le feu avec son fusil et atteint le roi, tandis que deux autres le frappent à la baïonnette. Au même moment, l’interprète autochtone se précipite hors de la maison. Une escarmouche éclate entre les sentinelles américaines et certains tirailleurs Bereby.
Perry ordonne de brûler la ville. Le détachement retourne aux navires quand il tombe dans une embuscade tendue par des guerriers indigènes dans les bois. Une autre escarmouche a lieu. Les marines et les marins chargent les Africains et les mettent en déroute. Les trois navires de guerre américains ouvrent également le feu et aident à réduire au silence l'ennemi. Quelques canoës de guerre sont également capturés. À la fin de la bataille, de nombreux Africains ont été tués ou blessés, alors que les Américains n'ont aucune victime.
Perry reprend la navigation côtière, et, le lendemain matin, repère un autre établissement Bereby. Marines et marins, à nouveau débarqués, détruisent sept villages par incendie, et infligent de lourdes pertes aux autochtones, sans subir de pertes. Après cette mission, le commodore décide que le peuple Bereby est suffisamment puni. Il met donc fin à l'expédition et s'acquitte d'autres tâches. Le corps du chef Crack-O est enseveli en mer, et sa lance est conservée comme récompense par Perry. Des morceaux du Mary Carver  et son drapeau sont également retrouvés au kraal, preuve que les Bereby sont responsables de l'attaque.

## Conséquences
Cette expédition punitive, avec la destruction de Little Bereby, semble être la dernière avant la Déclaration d'indépendance du Liberia (16 juillet 1847). La capture de navires esclavagistes commence (côté américain), avec celle du Spitfire en 1845.